# دجالما كامبوس
دجالما كامبوس (15 أبريل 1988 ببلدية جانواريا في البرازيل - ) هو لاعب كرة قدم برازيلي في مركز الوسط. لعب مع جمعية بورتوغيزا الرياضية وسانتو أندريه ونادي جل فيسنتي وClube Atlético Cristal ‏ وGuarani Esporte Clube (MG) ‏ وAssociação Atlética Coruripe ‏ ونادي أمريكا وSport Club São Paulo ‏ وEsporte Clube Jacuipense ‏.

## روابط خارجية
- دجالما كامبوس على موقع Soccerway.com (الإنجليزية)